# Stara Goa
Stara Goa (portugalski: Velha Goa, konkani: व्हडलें गोंय, Vhoddlem Gõi) je povijesni stari grad u pokrajini Sjeverna Goa, indijske države Goa, sjeverno od grada Nova Goa (također poznat i kao Goa Velha, tj. Stara Goa), koji je također jedno vrijeme bio glavnim gradom portugalske kolonije Goe. Staru Gou su izgradili sultani Bijapura u 15. stoljeću, a od 16. stoljeća bio je glavnim gradom Portugalske Indije, sve do 18. stoljeća kada je napušten zbog epidemije kuge. Njegove barokne crkve i konvikti su upisani na UNESCO-ov popis mjesta svjetske baštine u Aziji i Oceaniji 1986. godine.

## Povijest
Grad Saibachem Goem  su u 15. stoljeću osnovali vladari Bijapurskog sultanata kao luku na obalama rijeke Mandovi. Grad je izgrađen kao zamjena za Govapuri, koji leži nekoliko kilometara na jugu, a koji je bio luka hinduističkih Kadamba i Vijayanagar kraljeva. Stara Goa je bio drugi grad Bijapurskog sultanata pod vlašću dinastije Adil Shah. On je bio okružen jarkom, a unutra se nalazio Šahov dvor, te njegove džamije i hramovi. Portugalci su ga osvojili 1510. godine i od tada je Goem služio kao administrativno sjedište Portugalske Indije. 
Broj stanovnika je 1543. godine bio otprilike 200.000, dok malarija i kolera nisu opustošile grad u 17. stoljeću, nakon čega je uglavnom napušten, i 1775. godine je imao samo 1.500 stanovnika. Tada se, 1759. godine, rezidencija potkralja prenijela u budući glavni grad, Panaji (tada Pangim), u to vrijeme selo oko 9 km na zapadu od Stare Goe. Stara Goa je nastavila biti de jure glavni grad, sve do 1843. godine kada je glavni grad postao Pangim (Ponnjê na konkani jeziku, Nova Goa na portugalskom i Panjim na engleskom).
Napušteni grad je postao poznat kao Velha Goa ("Stara Goa"), kako bi se razlikovao od novog glavnog grada Nova Goa (Panaji), a vjerojatno i od Goa Velha (također "Stara Goa"), što je portugalski naziv za susjedno naselje na mjestu starog Govapurija.
Stara Goa je, zajedno s ostatkom pokrajine Goa, pripao Republici Indiji u 1961. godine.

## Crkve i konvikti Stare Goe
U Staroj Goi se nalazi nekoliko crkava koje pripadaju različitim crkvenim redovima:
- Bazilika Dobrog (Malog) Isusa (Basílica do Bom Jesus, 1594. – 1605.) je jednobrodna isusovačka crkva s trostranim raskošno isklesanim pročeljem koje se smatra najboljim primjerom barokne arhitekture u Indiji. U njoj se nalaze posmrtni ostaci sv. Franje Ksaverskog, sveca čiji se dan slavi 3. prosinca.
- Sé katedrala sv. Katarine (Sé Cathedral of Santa Catarina, 1619. – 40.) je sjedište nadbiskupije Goe i Damana, Istočne katoličke crkve koja je izravno podređena papi u Vatikanu. Sama građevina je jedna od najstarijih i najslavnijih vjerskih građevina u Goi i najveća je crkva u Aziji. Izgrađena je u baroknom stilu s portalom u portugalskom manuelinskom stilu i pročeljem u baroknom toskanskom stilu, dok unutra ima tri broda podijeljena s dva reda korintskih stupaca.
- Crkva sv. Franje Asiškog (Igreja de São Francisco de Assis, 1661.) je franjevačka barokna crkva koja ima trostruko pročelje i osmerokutne tornjeve s obje strane, te portal ukrašen okruglim pilastrima i rozetom. Jedini brod ima bačvasti svod dok se iznad kora nalazi jedan križni svod, a na zidovima koji odvajaju kapele se nalaze štukature s cvjetnim motivima, a na zidovima oko kora freske prikazuju prizore iz života Svetog Franje Asiškog.
- Crkva sv. Cajetana (Igreja de São Caetano da Divina Providência, 1661.) ima gotovo neoklasicističko pročelje i kupolu na sjecištu glavnog broda i transepta.

- Svetište s relikvijama sv. Franje Ksaverskog u niši Crkve Malog Isusa
- Crkva sv. Franje Asiškog
- Unutrašnjost Crkve. sv. Franje
- Crkva sv. Cajetana
- Kapela sv. Katarine

## Vanjske poveznice
- Povijest Stare Goe
- Fotografije Stare Goe (engl.)